# Leyanis Pérez Hernández
Leyanis Pérez Hernández (10 gennaio 2002) è una triplista cubana.

## Biografia
Qualificatasi per i Giochi olimpici di Tokyo, non ha partecipato al salto triplo a causa di un infortunio.
Nel 2022 ai campionati mondiali di Eugene giunge 4ª nel salto triplo. Nel 2023 ai campionati mondiali di Budapest in Ungheria vince la medaglia di bronzo nel salto triplo.
Nel 2025 sale sul gradino più alto del podio ai mondiali indoor di Nanchino.

## Progressione

### Salto triplo
| Stagione | Misura  | Luogo       | Data      | Rank. Mond. |
| -------- | ------- | ----------- | --------- | ----------- |
| 2023     | 14,98 m | El Salvador | 5-7-2023  |             |
| 2022     | 14,70 m | Eugene      | 18-7-2022 |             |
| 2021     | 14,53 m | Castellón   | 29-6-2021 |             |
| 2020     | 14,15 m | L'Avana     | 21-3-2020 |             |
| 2019     | 14,13 m | L'Avana     | 18-5-2019 |             |
| 2018     | 13,36 m | Camagüey    | 4-2-2018  |             |

### Salto triplo indoor
| Stagione | Misura  | Luogo   | Data      | Rank. Mond. |
| -------- | ------- | ------- | --------- | ----------- |
| 2022/23  | 14,65 m | Liévin  | 15-2-2023 |             |
| 2021/22  | 14,47 m | Miramas | 4-2-2022  |             |

## Palmarès
| Anno | Manifestazione                | Sede         | Evento         | Risultato | Prestazione | Note                                     |
| ---- | ----------------------------- | ------------ | -------------- | --------- | ----------- | ---------------------------------------- |
| 2019 | Campionati panamericani U20   | San José     | Salto triplo   | Oro       | 13,21 m     |                                          |
| 2021 | Giochi olimpici               | Tokyo        | Salto triplo   | dns       | dns         |                                          |
| 2021 | Giochi panamericani giovanili | Cali         | Salto triplo   | Oro       | 14,39 m     |                                          |
| 2022 | Mondiali indoor               | Belgrado     | Salto triplo   | 11ª       | 13,99 m     | [ 2 ]                                    |
| 2022 | Campionati ibero-americani    | La Nucia     | Salto triplo   | Oro       | 14,58 m     | [ 3 ]                                    |
| 2022 | Mondiali                      | Eugene       | Salto triplo   | 4ª        | 14,70 m     | Miglior prestazione personale            |
| 2023 | Giochi CAC                    | San Salvador | Salto in lungo | Argento   | 6,65 m      |                                          |
| 2023 | Giochi CAC                    | San Salvador | Salto triplo   | Argento   | 14,98 m     | Miglior prestazione personale            |
| 2023 | Mondiali                      | Budapest     | Salto triplo   | Bronzo    | 14,96 m     | [ 4 ]                                    |
| 2023 | Giochi panamericani           | Santiago     | Salto triplo   | Oro       | 14,75 m     |                                          |
| 2024 | Mondiali indoor               | Glasgow      | Salto triplo   | Argento   | 14,90 m     | Miglior prestazione personale stagionale |
| 2024 | Giochi olimpici               | Parigi       | Salto triplo   | 5ª        | 14,62 m     |                                          |
| 2025 | Mondiali indoor               | Nanchino     | Salto triplo   | Oro       | 14,93 m     | Miglior prestazione mondiale stagionale  |

## Altre competizioni internazionali
2022
- 6ª al Meeting international Mohammed VI d'athlétisme de Rabat ( Rabat), salto triplo  - 14,20 m
- 7ª all'Herculis ( Monaco), salto triplo  - 14,37 m

2023
- Argento al Init Indoor Meeting ( Karlsruhe), salto triplo  - 14,45 m
- Argento al Meeting Hauts-de-France Pas-de-Calais ( Liévin), salto triplo  - 14,65 m
- Argento al Villa de Madrid ( Madrid), salto triplo  - 14,50 m
- Oro al Meeting international Mohammed VI d'athlétisme de Rabat ( Rabat), salto triplo  - 14,84 m [5]
- Argento ai Bislett Games ( Oslo), salto triplo  - 14,87 m [6]
- Bronzo al Kamila Skolimowska Memorial ( Chorzów), salto triplo - 14,67 m

2024
- Oro al Prefontaine Classic ( Eugene), salto triplo - 14,73 m
- Oro al Bauhaus-Galan ( Stoccolma), salto triplo - 14,67 m
- Oro all'Herculis ( Monaco), salto triplo - 14,96 m
- Argento al Kamila Skolimowska Memorial ( Chorzów), salto triplo - 14,42 m
- Oro al Memorial Van Damme ( Bruxelles), salto triplo - 14,37 m
- Vincitrice della Diamond League nella specialità del salto triplo

2025
- Argento al Golden Gala Pietro Mennea ( Roma), salto triplo - 14,46 m
- Oro ai Bislett Games ( Oslo), salto triplo  - 14,72 m

## Campionati nazionali
- 1 volta campionessa nazionale cubana nel salto triplo (2023)

2023
- Oro ai campionati cubani (L'Avana), salto triplo - 14,80 m
- Argento ai campionati cubani (L'Avana), salto in lungo - 6,58 m